# وحدت (آلبوم)
 وحدت نام یک آلبوم موسیقی اثر فرهاد مهراد، هنرمند ایرانی است که در سبک سول، راک اند رول و پاپ تهیه شده و دارای ۱۲ آهنگ است.

## فهرست آهنگ‌ها
| ردیف | آهنگ                  |
| ۱    | وحدت                  |
| ۲    | کودکانه               |
| ۳    | آوار                  |
| ۴    | سقف                   |
| ۵    | گنجشکک اشی مشی        |
| ۶    | مرد تنها (رضا موتوری) |
| ۷    | خسته (زنجیری)         |
| ۸    | جمعه (خداحافظ رفیق)   |
| ۹    | کوچه‌ها (شبانه ۱)      |
| ۱۰   | آینه                  |
| ۱۱   | هفتهٔ خاکستری          |
| ۱۲   | شهیدان شهر (شبانه ۲)  |